# عبد الله الحضبي
عبد الله الحضبي كاتب وشاعر وباحث سعودي مهتم بالتاريخ والتراث الشعبي، ولد عام 1959م (1378هـ) في محافظة الخرمة التابعة لمنطقة مكة المكرمة.

## إصدارات
| م  | الكتاب                                                                     | سنة النشر | ملاحظات                              |
| -- | -------------------------------------------------------------------------- | --------- | ------------------------------------ |
| 1  | الخرمة (سلسلة هذه بلادنا)                                                  | 1994م     | صدر عن الرئاسة العامة لرعاية الشباب. |
| 2  | هموم الليل والدمعة                                                         | 1994م     | شعر شعبي                             |
| 3  | صدى الشكوى                                                                 |           | شعر شعبي                             |
| 4  | سوالف الطيبين: قصص وأشعار شعبية (ج2)                                       |           | [ 4 ]                                |
| 4  | سوالف الطيبين: قصص وأشعار شعبية (ج2)                                       | 2000م     |                                      |
| 5  | بلادنا آثارٌ وتراث                                                          | 1420هـ    | [ 1 ]                                |
| 6  | سوالف الطيبين: قصص وأشعار شعبية (ج3)                                       | 2002م     |                                      |
| 7  | معالم الخرمة الجغرافية في المعاجم وكتب المؤرخين                            | 1431هـ    | صدر عن نادي الطائف الأدبي.           |
| 8  | بكاء الليل: مجموعة قصصية                                                   | 1431هـ    | صدرت عن نادي الطائف الأدبي.          |
| 9  | تاريخ قبيلة سبيع: العامرية الهوازنية المضرية العدنانية دراسة تاريخية موثقة | 1437هـ    | كتاب عن تاريخ قبيلة سبيع.            |
| 10 | حقائق ووثائق: عن العقود والبيع والحدود والصلح                              |           | [ 8 ]                                |
| 11 | أعلام من الخرمة: القضاة والأمراء والأعيان والأعلام                         | 1441هـ    | صدر عن دار جداول.                    |
| 12 | همسات عاشق: شعر شعبي                                                       | 2021م     |                                      |
| 13 | الخرمة في مرآة الشعر                                                       | 2022م     |                                      |
| 14 | شعراء من الطائف: نماذج إبداعية شعراء الطائف في مرآة العصر                  |           | صدر عن دار المفردات.                 |